# Como se Tornar o Pior Aluno da Escola
 (juillet 2023).
La mise en forme du texte ne suit pas les recommandations de Wikipédia : il faut le « wikifier ».
Les points d'amélioration suivants sont les cas les plus fréquents. Le détail des points à revoir est peut-être précisé sur la page de discussion.
- Les titres sont pré-formatés par le logiciel. Ils ne sont ni en capitales, ni en gras.
- Le texte ne doit pas être écrit en capitales (les noms de famille non plus), ni en gras, ni en italique, ni en « petit »…
- Le gras n'est utilisé que pour surligner le titre de l'article dans l'introduction, une seule fois.
- L'italique est rarement utilisé : mots en langue étrangère, titres d'œuvres, noms de bateaux, etc.
- Les citations ne sont pas en italique mais en corps de texte normal. Elles sont entourées par des guillemets français : « et ».
- Les listes à puces sont à éviter, des paragraphes rédigés étant largement préférés. Les tableaux sont à réserver à la présentation de données structurées (résultats, etc.).
- Les appels de note de bas de page (petits chiffres en exposant, introduits par l'outil «  Source ») sont à placer entre la fin de phrase et le point final[comme ça].
- Les liens internes (vers d'autres articles de Wikipédia) sont à choisir avec parcimonie. Créez des liens vers des articles approfondissant le sujet. Les termes génériques sans rapport avec le sujet sont à éviter, ainsi que les répétitions de liens vers un même terme.
- Les liens externes sont à placer uniquement dans une section « Liens externes », à la fin de l'article. Ces liens sont à choisir avec parcimonie suivant les règles définies. Si un lien sert de source à l'article, son insertion dans le texte est à faire par les notes de bas de page.
- La présentation des références doit suivre les conventions bibliographiques. Il est recommandé d'utiliser les modèles {{Ouvrage}}, {{Chapitre}}, {{Article}}, {{Lien web}} et/ou {{Bibliographie}}. Le mode d'édition visuel peut mettre en forme automatiquement les références.
- Insérer une infobox (cadre d'informations à droite) n'est pas obligatoire pour parachever la mise en page.

Pour une aide détaillée, merci de consulter Aide:Wikification.
Si vous pensez que ces points ont été résolus, vous pouvez retirer ce bandeau et améliorer la mise en forme d'un autre article.
 (août 2025).
Como se Tornar o Pior Aluno da Escola (Comment devenir le pire élève de l'école) est un livre écrit par le présentateur Danilo Gentili, sorti en 2009. Dans le livre, on lui apprend étape par étape comment une personne peut devenir le pire élève d'une école .
En avril 2010, le livre de Danilo est dénoncé au ministère public fédéral La plainte a été déposée par un parent d'un lecteur mineur. Après que le père a lu des extraits du livre, il a envoyé une lettre à l'agence pour critiquer le travail qui, selon lui, enseigne les mauvaises manières aux étudiants .
Dans l'émission Roberto Justus +, le présentateur a demandé à l'auteur du livre s'il n'avait pas pensé aux mauvaises répercussions ; Danilo a alors répondu "J'ai pensé; quand j'ai pensé, j'ai dit:" Ouais, ça doit devenir un livre "" . Selon lui, le livre parle de choses inappropriées qu'il aimait lui-même faire quand il était plus jeune au lycée. Gentili a déclaré que "le livre contient des pages noires, pour que le lecteur élabore ses plans ; il contient également un tableau que le lecteur peut vérifier quel surnom donner à son ami, et pratiquer l'intimidation ".